# Ekstensivt landbrug
Ekstensivt landbrug (modsat intensivt landbrug) er et produktionssystem i landbruget, som kræver en mindre indsats af manuelt arbejde, gødning og kapital, set i forhold til det areal, der bliver dyrket.
Udtrykket ekstensivt landbrug bruges ofte om fåre- og kvæghold i egne med ringe produktivitet i landbruget, men det kan også henvise til stordrift med dyrkning af hvede, byg og andre kornsorter. På grund af langvarig dyrkning og udpining af jordbunden er udbyttet pr. ha lavt, hvorimod udbyttet pr. arbejdstime er højt. Nomadernes kvægavl er et ekstremt eksempel på ekstensivt landbrug, hvor hyrderne flytter deres dyr, sådan at de kan udnytte den græsning, der bliver til rådighed efter lejlighedsvis nedbør.

## Ekstensivt landbrugs historie
Udviklingen i landbruget er gået fra en intensiv, havebrugsagtig dyrkning (se den neolitiske revolution) til en senere, systematisk opdyrkning med skovrydning, vekslende med perioder, hvor ekstensivt dyrehold var mere rentabelt, og frem til et intensivt, mekaniseret og energikostbart landbrug. Dette billede modsvares af en udvikling fra tilnærmelsesvis selvforsyning med en smule byttehandel til en stigende grad af penge- og markedsstyret, intensiv produktion. Det ekstensive landbrug fastholdes i dag af hensyn til befolkningerne i yderområder og ved hjælp af støtteordninger for bjergbønder og visse nicheprodukter (oste, lavendel, husflid osv.).

## Geografi
Ekstensivt landbrug findes i de subtropiske egne på de fleste kontinenter, men også i ørkenområder, hvor tilgangen til vand er for ringe til jorddyrkning. Ekstensivt landbrug kræver på grund af sin karakter mindre nedbør end intensivt landbrug. Gårdene er ofte store i forhold til antallet af ansatte og de penge, der investeres i dyrkningen. I store dele af det Vestaustralien er græsningen så ringe, at der kun kan gå ét får pr. 2,6 km².

### Landskaber
Det ekstensive landbrug skabte i løbet af flere århundreder nogle karakteristiske landskabstyper, som er ved at forsvinde nu. Man kan dog endnu nå at opleve bl.a.
- Enge: sumpede områder, der blev slået hvert år for at skaffe vinterfoder
- Overdrev: mere eller mindre tørre områder med vedvarende græsning
- Heder: områder, brugt til fåregræsning
- Stævningsskove: skovområder, der blev udnyttet til produktion af gærdsel, brænde og gavntømmer i små dimensioner

Fælles for disse naturtyper er den høje grad af biodiversitet med et rigt plante-, svampe- og dyreliv og store skønhedsværdier.

## Fordele
Ekstensivt landbrug har en række fordele i forhold til intensivt landbrug:
1. Der kræves mindre arbejdskraft pr. ha for at dyrke store arealer, særligt da kostbare jordreguleringer (som f.eks. terrassering) slet ikke finder sted.
2. Mekanisering kan bruges mere effektivt på store, jævne arealer.
3. Større arbejdsproduktivitet betyder generelt lavere priser pr. produceret enhed.
4. Dyrevelfærden er almindeligvis bedre, da dyrene ikke skal holdes på stald eller indelukket i små græsningsarealer.
5. Der kræves mindre brug af f.eks. gødning.
6. Hvis dyrene holdes på græsområder, der er naturlige for egnen, er der mindre risiko for problemer med invasive arter.
7. Stedets miljø og jordbund bliver ikke ødelagt ved overdreven brug af kemikalier.

## Ulemper
Ekstensivt landbrug kan have følgende ulemper:
1. Udbytterne er ofte meget ringere end det, der kan opnås ved intensivt landbrug, set over et kort åremål.
2. Behovet for store landområder begrænser de vilde arters levesteder.